# Die Regentrude (Film)
Die Regentrude ist ein deutscher Märchenfilm aus dem Jahr 1976. Er basiert auf Theodor Storms Kunstmärchen Die Regentrude. Nach der Erstausstrahlung am 25. Dezember 1976 im Fernsehen der DDR wurde er ab 7. Dezember 1978 in Kinos gezeigt.

## Handlung
In einem extrem heißen Sommer verdorrt die Erde. Durch die Hitze leiden die Menschen und die Tiere und selbst der Feldquell versiegt. Der Feuermann frohlockt über das leicht entzündliche Land, während die Regentrude, die den Regen bringt, zu schlafen scheint. Auch der Wiesenbauer und der Moorbauer erfreuen sich an der Dürre, die Heu liefert und so ihre Kassen füllt. Der finstere Moorbauer will die Tochter des Wiesenbauers, Maren, heiraten, doch liebt diese den armen Andrees.
Obwohl der Wiesenbauer nicht an die Regentrude glaubt, verspricht er Andrees die Hand seiner Tochter, sollte er innerhalb von 48 Stunden Regen herbeischaffen können. Nur ein bestimmter Spruch kann die Regentrude wecken, der schließlich mithilfe des Schäfers und Andrees’ Mutter Stine rekonstruiert wird. Andrees und Maren begeben sich gemeinsam zur Regentrude, überlisten den Feuermann und den Moorbauern, die sich ihnen in den Weg stellen, und gelangen schließlich in das Reich der Regentrude, die sie mit ihrem Spruch aufwecken.
Kurze Zeit später beginnt es zu regnen und auch der Feldquell führt nun wieder Wasser. Die Menschen und das Vieh sind gerettet und Andrees darf Maren heiraten.

## Kritik
„Fürs Fernsehen der DDR realisierter poetischer Märchenfilm, der Liebe und Klugheit feiert und daran appelliert, nie die Hoffnung aufzugeben.“

## DVD-Veröffentlichung
Im September 2010 wurde der Film auf DVD von der Icestorm Distribution GmbH veröffentlicht.